# Canada aux Jeux olympiques d'hiver de 1928
Cet article contient des informations sur la participation et les résultats du Canada aux Jeux olympiques d'hiver de 1928 à Saint-Moritz en Suisse. Le Canada était représenté par 23 athlètes. 
La délégation canadienne a récolté une médaille d'or. Elle a terminé au 5e rang du classement des médailles.

## Médaille
| Médaille                       | Nom                                                          | Sport            | Compétition |
| ------------------------------ | ------------------------------------------------------------ | ---------------- | ----------- |
| Médaille d'or, Jeux olympiques | Équipe du Canada de hockey sur glace (Université de Toronto) | Hockey sur glace | Hommes      |